# Мајкина душица
Мајкина душица (лат. Thymus serpyllum) вероватно је једна од најпопуларнијих биљака које се у нашем народу користе у народној медицини. Ређе се користи као зачинска биљка. Позната је и под народним именима: мајчина душица, бакина душица, материнка, душа, поповац, тамјаника, писмена трава, труп, вријес, дивљи босиљак, чабрац и многим другим. Под сличним именима може се срести у готово свим словенским језицима.

## Распрострањеност
Мајкина душица потиче из централне Европе и западног Сибира, али је распрострањена широм Европе и Азије. Висински заузима појас од брдских до високопланинских предела. Код нас је веома распрострањена самоникла, али се и гаји, углавном у Војводини и источној Србији.

## Изглед
Мајкина душица је зељаста трајница (вишегодишња биљка са једногодишњим зељастим стаблом). Корен је вишегодишњи, јако разгранат, са мноштвом ситних жилица. Расте у дубину до 30 cm. Из корена се развија мноштво полеглих изданака и врежа, формирајући бусен.
Стабло је полегло, у доњем делу јако разгранато, формирајући тако полегли жбунић. Израсте до 30 cm. Маљаво је, обрасло листовима и округло на пресеку. У додиру са земљом развија адвентивне коренове. Бочне гранчице су танке, усправне, са цветовима груписаним на врху. Листови су унакрсно наспрамни на стаблу. Ситни су, издужено ланцетасти, дуги свега 0,5-1,5 cm. Обод листа је цео, а лиска прекривена меким, сиво зеленим длачицама, испуњеним етарским уљем. Међутим, изглед листова јако варира, па могу бити и голи.
Цветови су скупљени на врху гранчица и у пазуху листова у округласте класасте цвасти (лажне класове). Ружичасти су, у нијансама од светле до тамне боје. Чашица је цеваста, круница двоусната. Плод је Мерикарпијум са четири коморе. У свакој комори налази се по једно ситно, округласто семе тамномрке боје.
Цела биљка има угодан мирис и укус. Мирис је интензиван нарочито у време цветања. Цвета од маја до септембра. Медоносна је врста.
- Жбунић пре цветања
- Жбунић у цвету
- Гранчица са карактеристичним, унакрсно наспрамним, распоредом листића
- Цветови груписани на врху гранчице и у пазусима листова

## Услови станишта
Мајкина душица расте на сувим, топлим положајима. Воли лака, пропусна земљишта, а не одговарају јој тешка и влажна, као ни песковита и хладна. У природи се најчешће може наћи на ливадама, пашњацима, на камењару и сувим обронцима деградираних шума, уз путеве и на ободима шума. Зими, у фази мировања, подноси ниске температуре. Добро подноси и сушу.

### Гајење
За квалитетан принос мајкина душица захтева пуно светлости и топлоте. Одговарају јој средње лака, пропусна земљишта са довољно влаге. За задовољавајући принос најчешће је потребно и наводњавање. размножава се директном сетвом, производњом расада и деобом бокора.

## Употреба и састав
Употреба мајкине душице заснива се на садржају етарског уља. Сува херба садржи око 0,6% етарског уља, које се састоји претежно од цинеола, док је тимол заступљен у мањој количини. Осим етарског уља сува херба садржи још и танине (око 7%), флавоноиде, горке супстанце, фенил карбонске киселине и 40-50 мг витамина Ц на 100 г суве дроге. Сакупља се цео надземни део биљке у цвету (Serpylli herba). Суши се у хладовини. После сушења одбацују се грубе гранчице.

### Кулинарство
У кулинарству се може користити као зачин различитим јелима, у свежем или сувом стању. Додаје се јелима од поврћа, меса, салатама, чорбама и сосовима. Нарочито се много користи у италијанској кухињи. Сматра се да неутралише јако масна јела. Мајкина душица је веома ароматична, па се као зачин користи у веома малим количинама.
Користи се и за припрему ароматичних чајева и напитака. Приликом припреме ових напитака мајкину душицу не треба кувати, већ само прелити кључалом водом. Кувањем, поготово у непоклопљеном суду, лековити састојци се брзо и потпуно изгубе.
Пријатан је и безопасан конзерванс, који својим етерским уљем спречава врење.

### Медицина
У народној медицини мајкина душица веома је популарна биљка, али се исто толико користи и у научној медицини и фармацеутској индустрији. Благи је експекторанс, бронхоспазмолитик и антисептик, па улази у састав многих препарата који се користе за искашљавање код бронхитиса, као и код обичног и великог кашља. У народној медицини веома је популарна као стомахик, карминатив, ароматик и антисептик, па се користи против пролива и грчева, за јачање органа за варење, као и споља, за купке код реуматизма, рахитиса, скрофула и прехладе.
За разлику од употребе у кулинарству, где је довољна мала количина хербе, за припрему лековитих напитака не би требало користити мање од једне супене кашике на 2 дл воде. Све мање од тога нема готово никаквог ефекта.

### Етарско уље
Етарско уље мајкине душице (Serpylli aetheroleum) користи се против цревних паразита и дечјих глиста. У козметици се користи у зубним пастама и водицама за испирање уста, јер ствара пријатан дах. У народној медицини ово уље се може користити накапано на коцки шећера. Осим пријатног даха овако коришћено представља истовремено и заштиту од многих заразних болести. Уље се користи и код реуматизма.

### Употреба у озелењавању
Како је мајкина душица веома варијабилна врста, узгојени су и многи украсни варијетети декоративних и различито обојених цветова и листова. како се веома лако бокори и брзо шири, густо покривајући велике површине тла може се користити као одличан покривач тла на сувим и каменитим положајима. Веома пожељна врста у алпинумима.
- Thymus serpyllum 'Аlbus'
- Thymus serpyllum 'Deep reed'
- Thymus serpyllum 'Elfin'

- Thymus serpyllum 'Espagne'
- Thymus serpyllum 'Littoral atlantique'
- Thymus serpyllum 'Minor'
- Thymus serpyllum 'Pink Chintz'

## Етнологија и митологија
Мајкина душица појављује се у митовима и обичајима многих европских народа. Још су Стари Грци своје жртве боговима спаљивали уз ову биљку. Римљани веровали су да ова ароматична биљка растерује змије, шкорпионе и друге отровне животиње (Плиније). У Тиролу је постојало веровање да мајкина душица штити од сваког зла, а у Саксонији су је потапали у воду у којој се купају деца, како би била напредна.
У српском народу такође је постојао обичај да се деца купају у води са мајкином душицом, али се ова биљка поштовала и као веза са душама умрлих. Извесно је да у нашем народу ужива поштовање још од давних времена и да је повезана са култом старог свесловенског божанства Бабе (Мајка Земља - Terra Mater) Зато ова биљка има слично име у многим словенским језицима: мала материнка, богородська трава (украјински), материдушка (Mateřídouška - чешки), бабидушка (babyduška - код Лужичких Срба).